# Munkparakit
Munkparakit (Myiopsitta monachus) är en papegoja som i naturligt tillstånd förekommer i Sydamerika. Den har även etablerats som häckfågel i olika delar av världen med ursprung från förrymda burfåglar.

## Utseende
Munkparakiten är en 28–31 centimeter lång papegoja, med klargrön ovansida, ljusgrå panna, strupe och bröst samt ljusgrön buk. Vingarna är blåtonade och den långa spetsiga stjärten är grön, medan näbben är orange.

## Ekologi
Fågeln lever i sin naturliga miljö i torra halvöppna låglänta områden, generellt upp till 1000 meter över havet, i galleriskog, savannlandskap, Acacia-snårmarker, palmlundar och fruktträdgårdar. Den skyr inte människans närhet och trivs gärna i stadsparker och skogiga förortsområden. Munkparakiten lever av diverse frön, framför allt palmnötter och från Celtis tala och under häckningssäsong tistlar. Den intar även frukt, bär, lövknoppar, blommor och insekter. Den betraktas som ett allvarligt skadedjur i majs-, solros-, persiko-, päron- och citrusodlingar.
Munkparakiten häckar mellan oktober och februari i kolonier. Den bygger väl synliga kvistbon, ofta innehållande ett antal olika kamrar, gärna placerat på närmaste högsta punkt, som i toppen av träd som eukalyptus, men också kraftledningsstolpar, väderkvarnar och andra människoskapade konstruktioner. Den lägger mellan ett och elva ägg som den ruvar i 24 dagar.

## Utbredning och systematik

### Underarter
Munkparakit delas in i tre underarter:
- Myiopsitta monachus cotorra – förekommer i södra Bolivia, Paraguay, sydvästra Brasilien och nordvästra Argentina(Formosa, Chaco, Corrientes)
- Myiopsitta monachus monachus – förekommer i sydöstra Brasilien (Rio Grande do Sul), Uruguay och nordöstra Argentina (Santa Fe till östra Buenos Aires)
- Myiopsitta monachus calita – förekommer från västra Argentina (Salta till västra Córdoba, Mendoza och La Pampa)

Boliviaparakiten (M. luchsi) kategoriserades tidigare som underart till munkparakiten.

### Förvildade
Arten förekommer även förvildad i Europa i Belgien, Italien, Kanarieöarna, Spanien (östkusten och Balearerna) och Slovakien. Frilevande populationer finns även i Caymanöarna, Chile, Bahamas, Israel, Puerto Rico och USA.
Förrymda och utsläppta burfåglar har bildat kolonier i olika stadsmiljöer bland annat i Europa och östra USA. Arten är en av tre – vid sidan av storparakit och halsbandsparakit – som bildar större bestånd i Belgiens huvudstad Bryssel.

## Status och hot
Arten har ett stort utbredningsområde och en stor population, och tros öka i antal. Utifrån dessa kriterier kategoriserar internationella naturvårdsunionen IUCN arten som livskraftig (LC). IUCN bedömer dock boliviaparakiten separat, även den kategoriserad som livskraftig. Världspopulationen har inte uppskattats men den beskrivs som vanlig eller mycket vanlig.

## Galleri

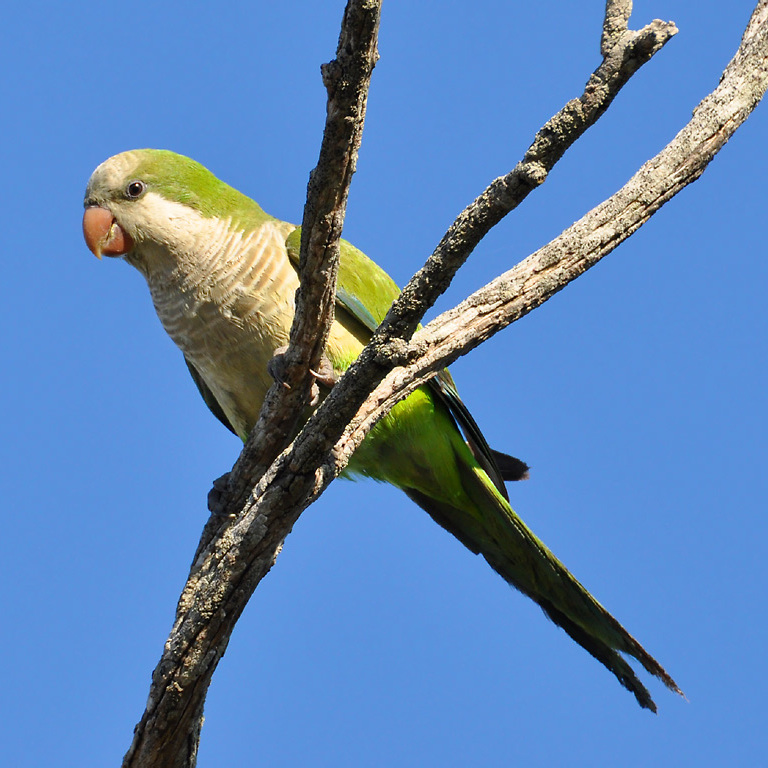
Vild munkparakit på trädgren i Uruguay.
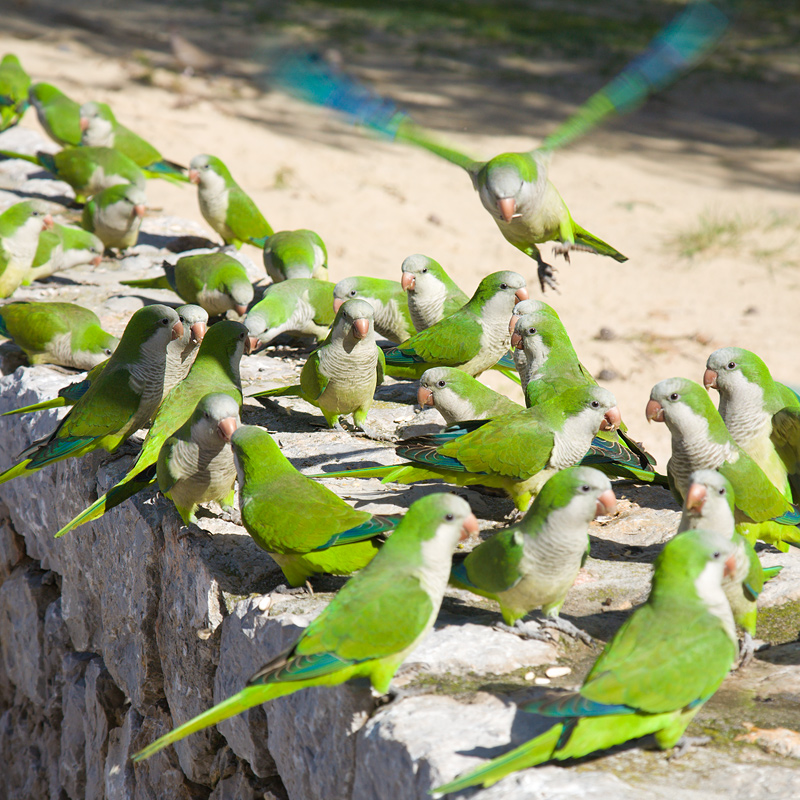
Flock på mur i Santa Ponsa på Mallorca.
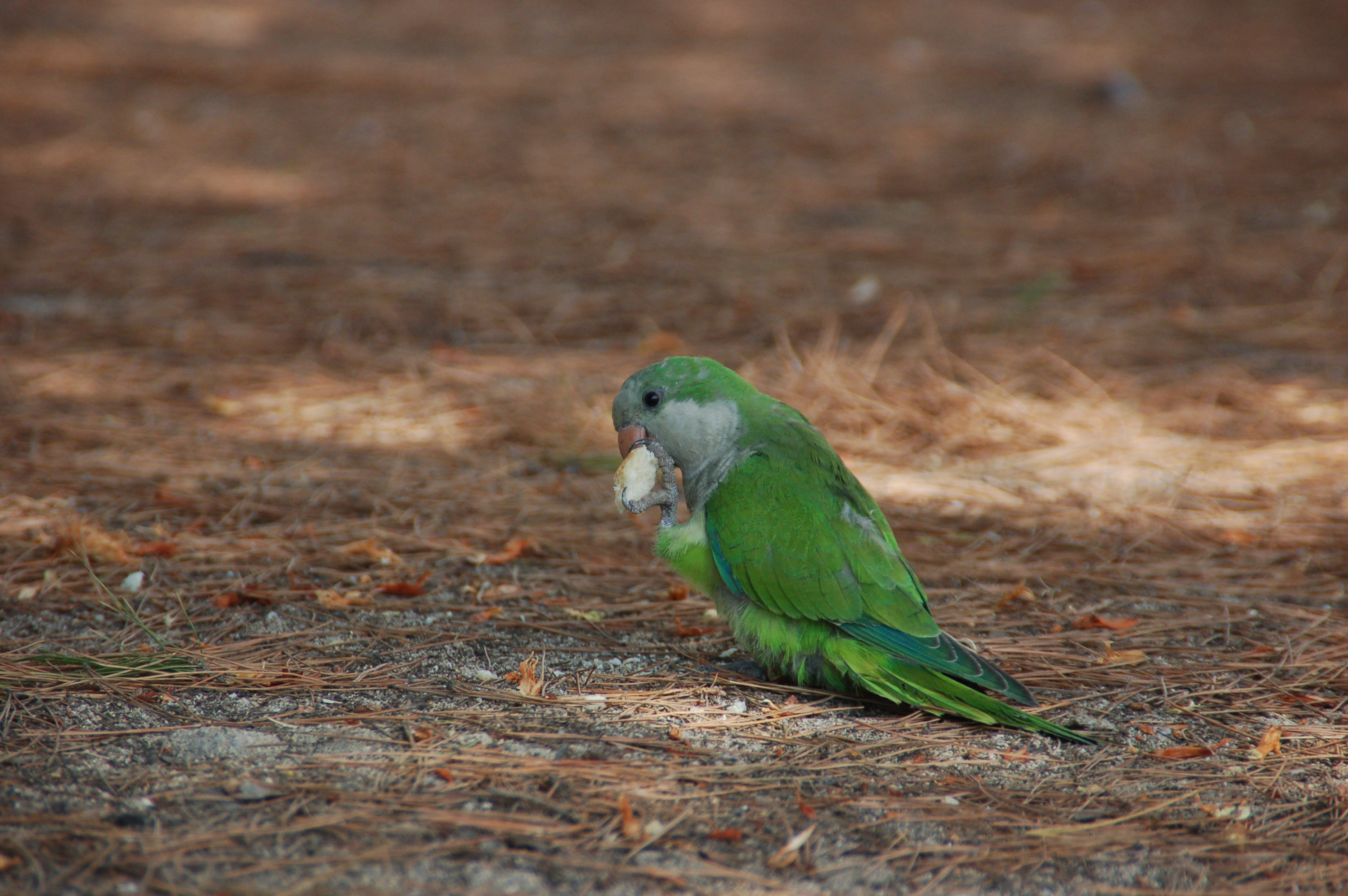
Individ som äter brödbit i Santa Ponsa på Mallorca.
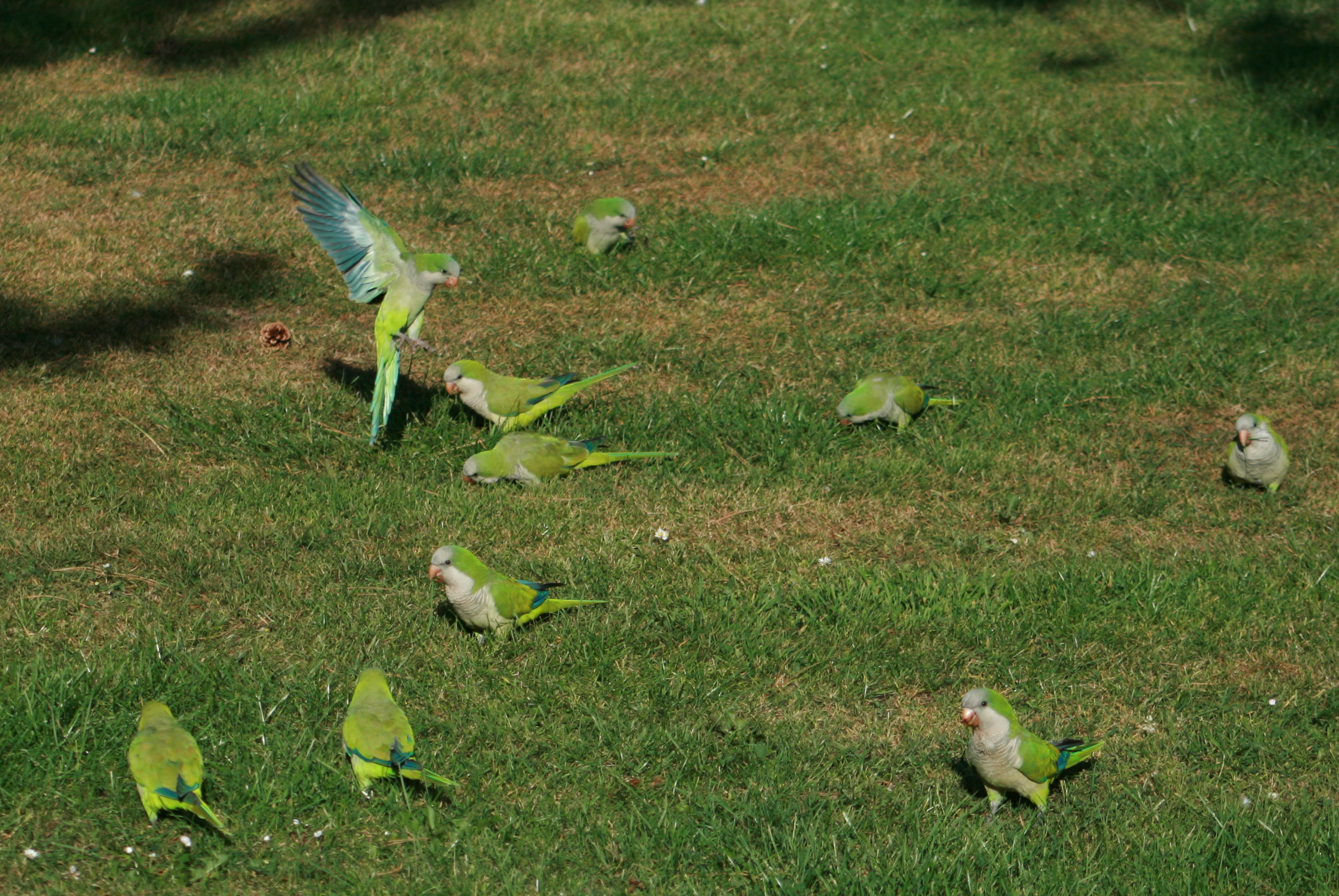
Flock på gräsmatta i park i Bryssel.
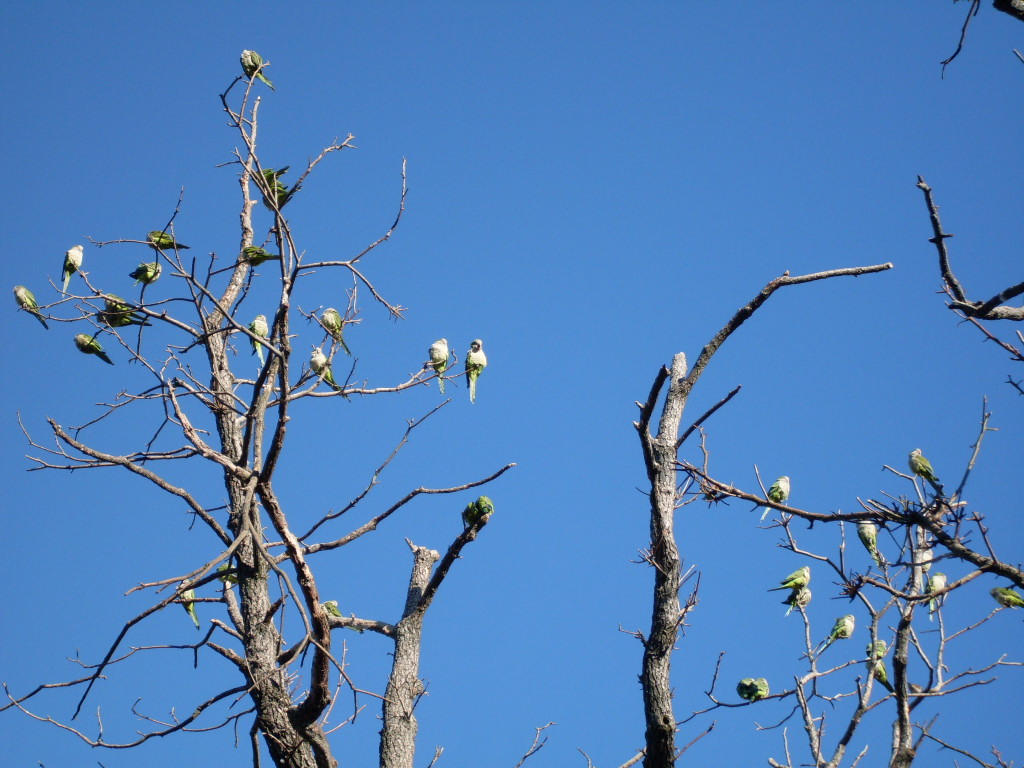
Flock i träd i Edgewater i östra New Jersey.
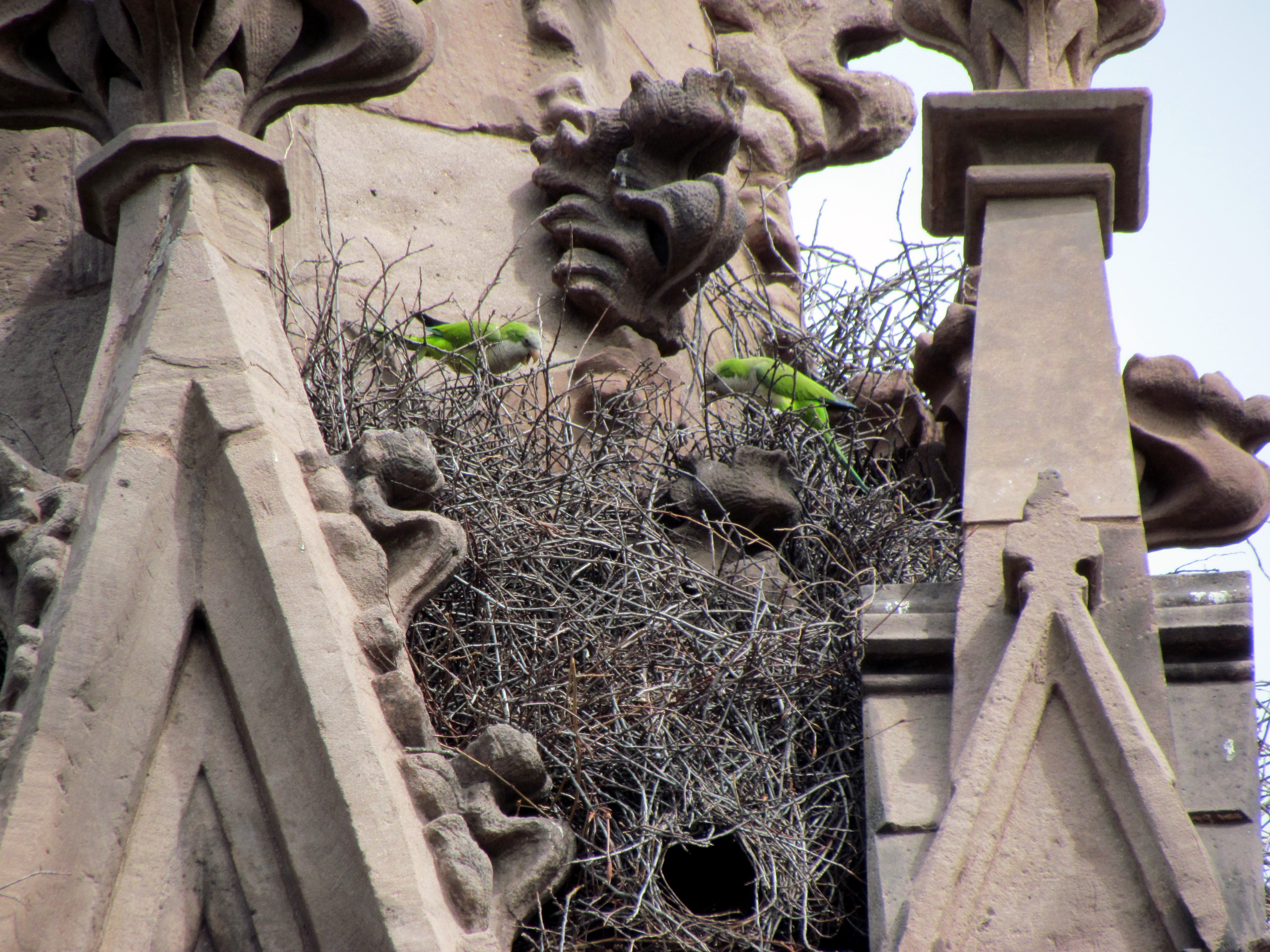
Bobyggare på Brooklyn i New York.
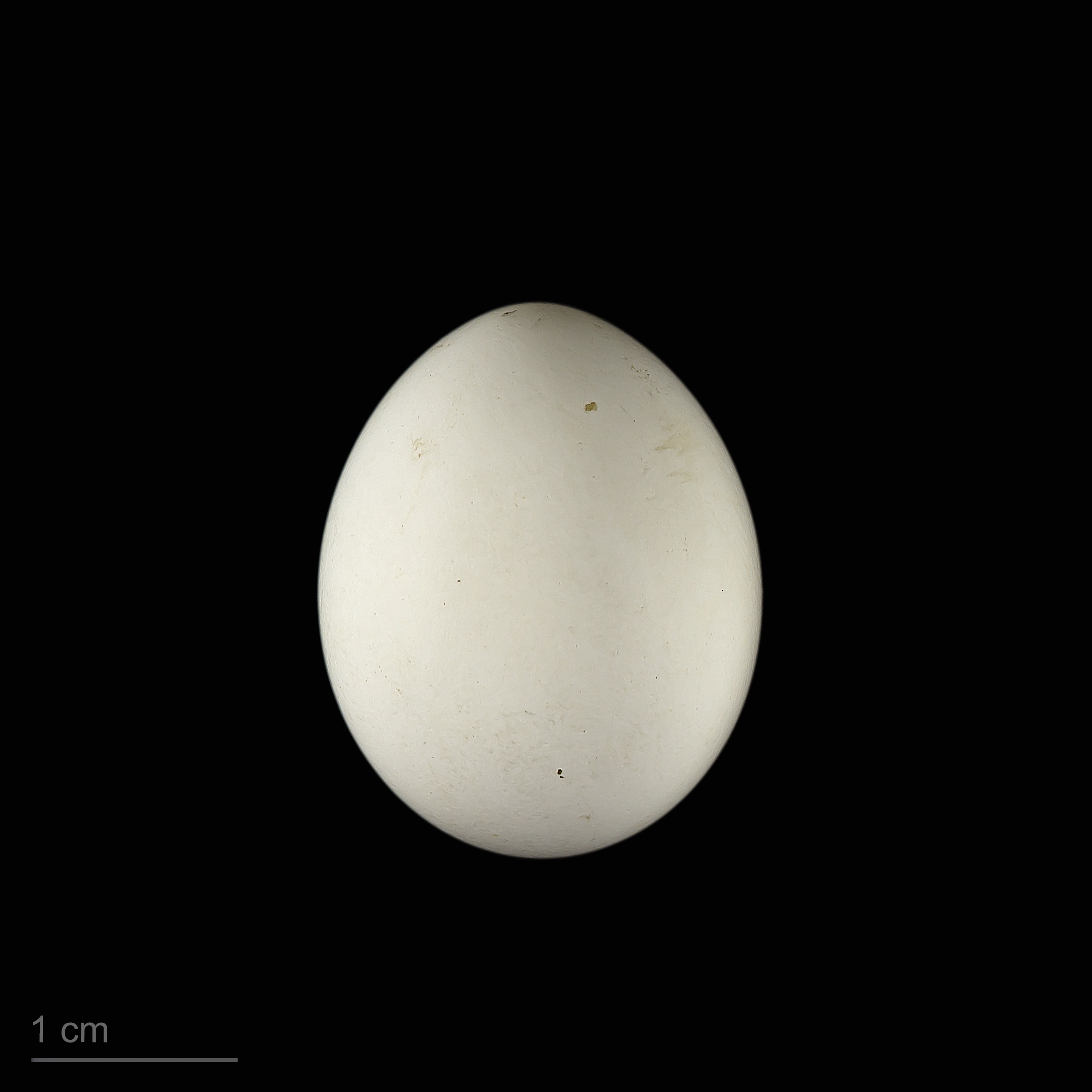
Ägg.